# Gminny Ośrodek Kultury w Jonkowie
Gminny Ośrodek Kultury w Jonkowie – samorządowa instytucja kultury działająca na terenie gminy Jonkowo.
Siedziba ośrodka mieści się w budynku Urzędu Gminy Jonkowo. Obecnie trwają przygotowania do zmiany siedziby, która będzie zlokalizowana w budynku starej poczty w Jonkowie. Początkowo mieścić się będzie tam biblioteka i punkt informacji turystycznej. W dalszych planach przewidziana jest budowa sali widowisko-konferencyjnej, a także powołanie do życia Regionalnej Izby Pamięci.

## Historia
Instytucja zainaugurowała swoje działania w 2004 na skutek rozwiązania powstałego w 1995 Samorządowego Ośrodka Kultury, Sportu i Rekreacji w Jonkowie. Jej korzenie sięgają lat 80. XX wieku – powstania Wiejskiego Domu Kultury w Jonkowie.
Po zainaugurowaniu działań ośrodka na terenie gminy zaczęły powstawać świetlice wiejskie. Obecnie najmłodszą świetlicą jest placówka we Wrzesinie. Obecnie trwają prace wykończeniowe w budynku w Porbadach, gdzie zlokalizowana będzie kolejna świetlica.
We wrześniu 2004 roku z inicjatywy ośrodka ukończono budowę masztu antenowego radiowej sieci internetowej. Dzięki temu przedsięwzięciu część mieszkańców gminy uzyskała dostęp do łącza szerokopasmowego.

## Działalność ośrodka
Zgodnie ze statutem Gminnego Ośrodka Kultury do jego podstawowych zadań należy rozpoznawanie, rozbudzanie i zaspakajanie potrzeb oraz zainteresowań społeczno-kulturalnych. Dochodzi do tego m.in. poprzez prowadzenie edukacji kulturalnej i społecznej dzieci, młodzieży i dorosłych, prowadzenie świetlic wiejskich, rozwijanie i popularyzację rozrywki i wypoczynku dzieci i młodzieży, promocję gminy czy prowadzenie Gminnej Biblioteki Publicznej w Jonkowie z filiami w Łomach i Wołownie.
Pod opieką Gminnego Ośrodka Kultury znajduje się obecnie osiem świetlic wiejskich:
- Świetlica „Migodki” w Godkach
- Świetlica „Czesio” w Jonkowie
- Świetlica w Łomach
- Świetlica w Mątkach
- Świetlica w Starym Kawkowie
- Świetlica „Stękinolandia” w Stękinach
- Świetlica w Warkałach
- Świetlica we Wrzesinie[3]

## Imprezy i festiwale
Najpopularniejszą cykliczną imprezą organizowaną przez Gminny Ośrodek Kultury w Jonkowie jest Napoleoniada – rekonstrukcja bitwy, która miała miejsce w okolicach Jonkowa w czasie Kampanii Napoleońskiej w 1807. Impreza odbywa się od 2007. W 2009 zaplanowana jest na 21 i 22 marca. Weźmie w niej udział ponad 250 rekonstruktorów z różnych regionów Europy. Tradycyjnym wydarzeniem jest też coroczny Turniej Sołectw, w którym wsie z terenu gminy rywalizują o miano najpiękniejszej. Finał imprezy odbywa się zazwyczaj pod koniec wakacji.